# エヴゲーニイ・オネーギン
『エヴゲーニイ・オネーギン』（ロシア語: Евгений Онегин）は1825年から1832年にかけて執筆された、アレクサンドル・プーシキンの韻文小説である。

## 概要
1820年代のロシア帝国が舞台であると考えられるが、諸説存在する。
この小説は「ロシア生活の百科事典」と呼ばれる。
サンクト・ペテルブルクの上流社会の夜会から、田園での田舎地主の生活、農奴の娘たちの歌、民衆の迷信や占いまで描かれている。
この作品がロシア語に果たした最大の功績は、平易な日常語で、高邁な思想から日常生活まで語ることが可能にする文体、つまり現代ロシア語の基礎を作りだしたことである。

### 特徴
本作では、作者プーシキンと思われる「ぼく」あるいは「私」が直接読者に語りかけながら物語を進める。時に自分の思い出に脱線し、登場人物についておしゃべりをし、同情を寄せ、非難をし、登場人物の詩の批評まで行う。
1820年ごろの上流階級の実在の人物が実名で登場するのも特徴である。第一章でオネーギンは第二のピョートル・チャーダーエフと呼ばれる。第七章では詩人ピョートル・ヴァーゼムスキイ公爵が、タチヤーナの気晴らしの話し相手を務めた。

### あらすじ
主人公エヴゲーニイ・オネーギンはサンクトペテルブルク社交界で遊蕩生活を送っていた。だが無為に飽き、ふさぎの虫にとりつかれるようになる。
叔父の財産を相続した彼は、田舎の領地に隠棲することにした。そこでレンスキーという若い詩人と友人になる。オネーギンはレンスキーの誘いで、地元の地主貴族ラーリン家を訪れる。
ラーリン家の長女タチヤーナはオネーギンに恋をし、恋文を執筆するも拒絶される。
その後オネーギンは気まぐれによってレンスキーを怒らせ、決闘し死に至らしめる。
数年後、サンクト・ペテルブルクの社交界でオネーギンはタチヤーナと再会する。タチヤーナは公爵夫人として威厳のある貴婦人になっていた。オネーギンは彼女に対して、子供のように恋に落ちる。

## 作品自体について

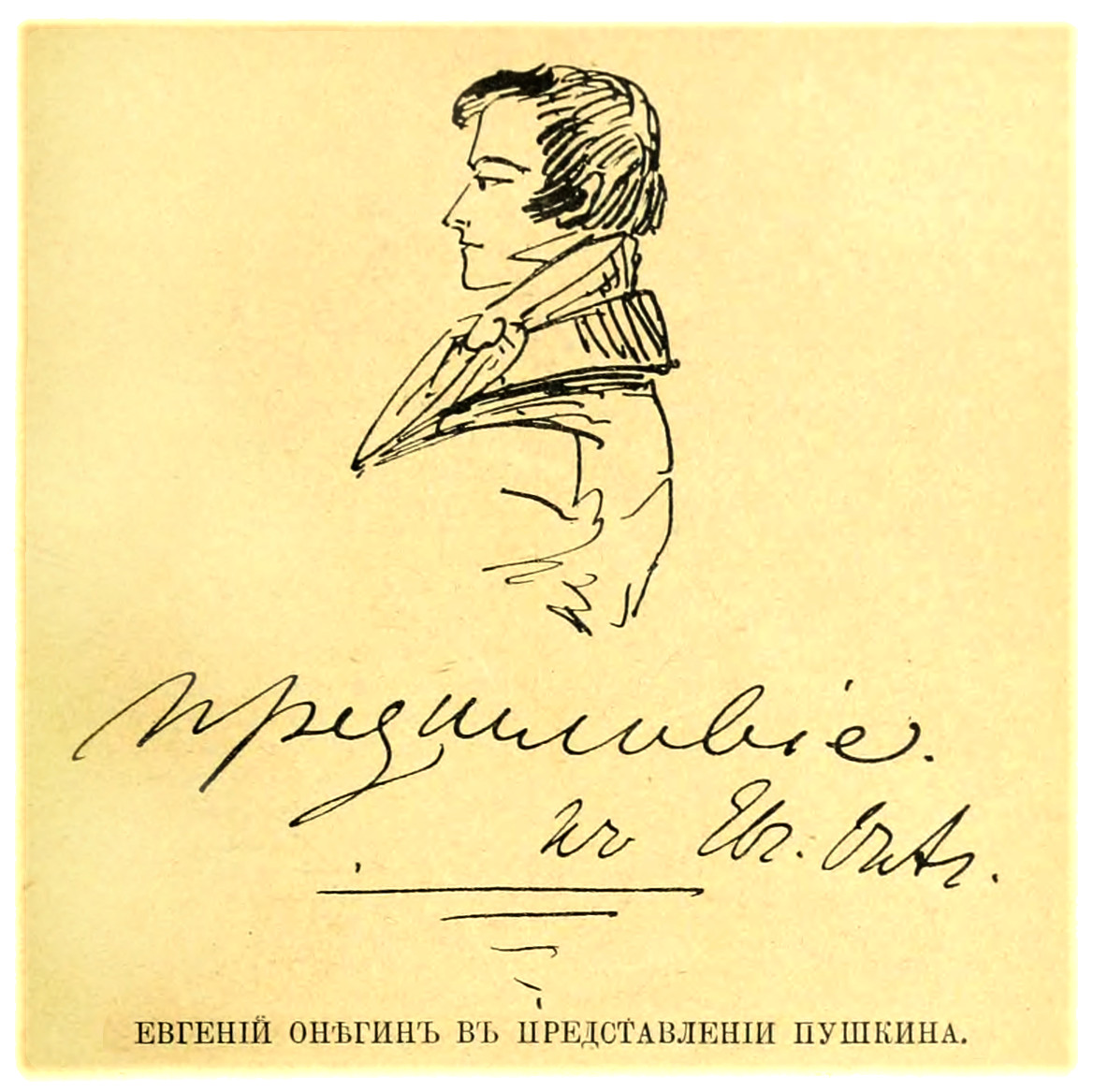
プーシキン自身によるオネーギンの肖像

### 登場人物
エヴゲーニイ・オネーギン
主人公。サンクトペテルブルク出身の貴族。父は破産し、同時期に死去した叔父の領地を相続した。苦悩する青年貴族として、ロシア文学の主人公の基礎となった。
タチヤーナ・ラーリナ（タチアーナ・ドミトリーエヴナ・ラーリナ）
ラーリン家の長女。地主貴族の令嬢。内気でひとりでいることを好む。フランス語の書物を愛し、小説の規範のなかで空想に溺れる少女。特に愛読するのはジャン＝ジャック・ルソー『新エロイーズ』、サミュエル・リチャードソンによる『クラリッサ』『サー・チャールズ・グランディソン』である。三作とも書簡体小説である。のちに公爵夫人となる。
オリガ・ラーリナ（オリガ・ドミトリーエヴナ・ラーリナ）
タチヤーナの妹で、レンスキーの婚約者。朗らかで単純な美しい少女。金髪で丸い顔をしている。レンスキイの死後、悲恋からすぐに立ち直り驃騎兵と結婚する。
ヴラヂーミル・レンスキー
ラーリン家の隣家の主で、田舎暮らしのオネーギンの友人となる。肩まで届く長い黒髪の美丈夫。作中では17歳から18歳になる。ドイツ、ゲッティンゲン留学から帰国したばかり。ロマン主義的な詩を書く純真な青年。オリガと婚約中。オネーギンとの決闘に敗れて死亡する。
ドミートリー・ラーリン
故人。ラーリン家の家長。タチヤーナ、オリガの父。昔気質の人物。
プラスコーヴィヤ・ラーリナ
タチヤーナとオリガの母。モスクワ出身。
フィリピエヴナ　
タチヤーナの老乳母。
ザレーツキー
決闘好きの地主で、オネーギンとレンスキーの知り合い。彼らの決闘に於いて、レンスキーの介添人を務める。
Ｎ公爵こと将軍
タチヤーナの夫。高位の将軍でオネーギンの親戚。
「ぼく」こと語り手
プーシキンと覚しき人物。オネーギンの友人であり、物語の中を自由自在に出入りする語り手でもある。

### 章ごとの内容
第一章
この物語は、プーシキンと思われる人物「ぼく」あるいは「私」によって語られる。「ぼく」は主人公たるオネーギンの友人であった。
ペテルブルクの貴族の家に生まれたオネーギンは、フランス語や経済学を学んで育つ。成長し、社交界に出てサンクトペテルブルクでの上流社会の遊蕩児となり、洒落、美食、観劇、舞踏会、恋愛など、貴族的な娯楽に明け暮れるも、いつしか飽きてしまい、心は冷え、英語でいう"spleen"こと「ふさぎの虫」に取り憑かれてしまう。
第二章
多大な借金を抱えた父と、莫大な遺産を抱えた叔父が同時期に亡くなり、オネーギンは叔父の領地を受け継いで田園に隠棲する。そこで、遊学先のゲッティンゲンから帰郷したばかりのレンスキーという年下の純情なロマン派詩人と知り合い、友人となる。
レンスキーは地元の貴族ラーリン家の姉妹のうち妹のオリガの婚約者であった。
オリガの姉タチヤーナは内気で、一人でいることを好む乙女である。フランスの小説に夢中になり、小説のヒロインに感情移入し、魅力的な小説の登場人物たちに憧れている。
第三章
レンスキーに連れられてオネーギンがラーリン家に現れると、タチヤーナは今まで読んだ小説の男性主人公がオネーギン一人に収斂したように見える。
タチヤーナはオネーギンに一目で恋をする。苦しみのあまり小説のヒロインのように、率直な恋情を綴った手紙をオネーギンに届けさせる。
だが、当時のロシア貴族社会では、婚前の令嬢が母親の許可もなく男性に手紙を書くのは、とうてい許されない、はしたない行為であった 。
第四章
オネーギンはタチヤーナの手紙に心を動かされたが、むしろ年上の分別のある男性として誠実に応対する。
自分は結婚に向かず、タチヤーナを幸せにできないと語り、彼女を兄のような愛で愛していると説く。また、男性に手紙を書くといった世間知らずなことを自分以外の男性が理解するとは限らないと諭し、軽率な行為は慎むべきだと忠告する。
第五章

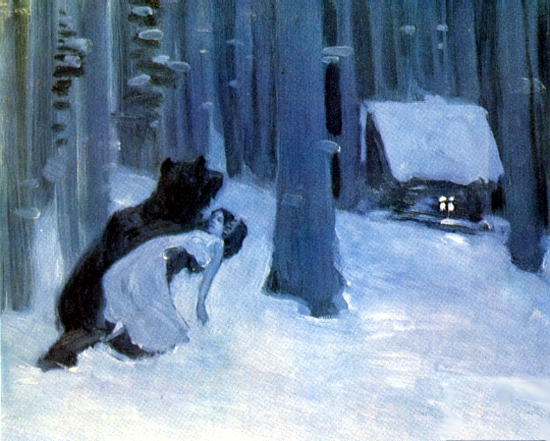
Tatiana Larina's dream by コロヴィン

降誕祭期間中、タチヤーナは恐ろしい夢を見る。雪に埋もれた森の中を、熊に担がれ、化物でいっぱいの小屋に連れて行かれた。彼らの主はオネーギンだ。オネーギンは怪物たちに対し、タチヤーナを「俺のものだ」と怒鳴る。
事情を知らないレンスキーはオネーギンを、タチヤーナの名の日（ユリウス暦 1月13日）の祝いに誘う。オネーギンは野暮ったい宴会であろうと考え、浮かない思いだが、レンスキーに何度も頼まれ、ラーリン家に出かけていく。
オネーギンの予想通り、祝いの会は低俗であった。オネーギンは参加者に陰口を叩かれ、彼の存在にタチヤーナには半ば失神しかけ、オネーギンは気分を害す。レンスキーへの意趣返しに、オネーギンは舞踏の相手にオリガを誘い散々戯れる。
第六章

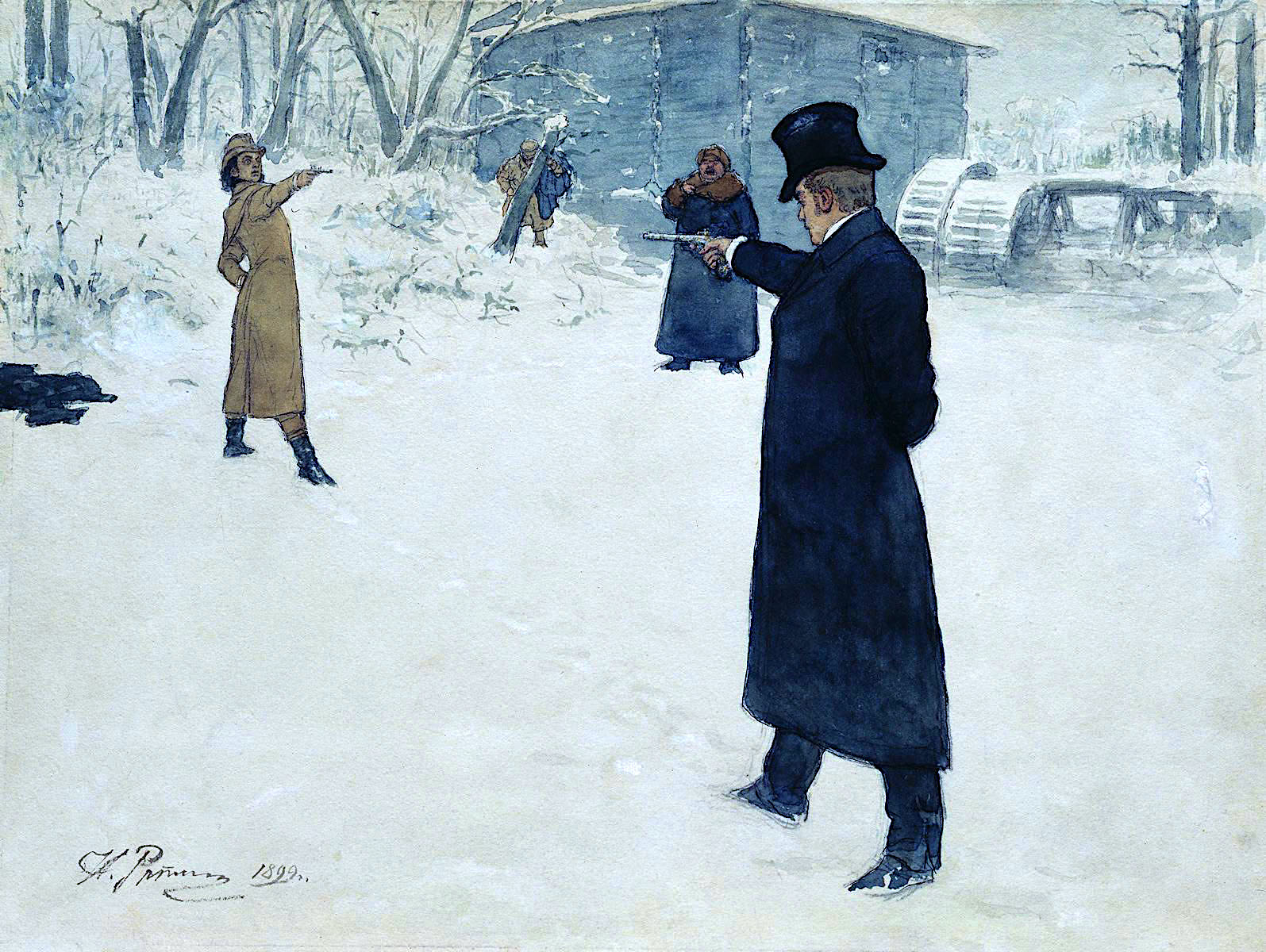
レーピンの手による、オネーギンとレンスキーの決闘

嫉妬のあまりレンスキーはオネーギンに決闘を申し込む。決闘の介添人ザレーツキーはレンスキーの介添人を引き受け、またオネーギンは世間体を気にしてしぶしぶ決闘に臨む。このとき、オネーギンは己の介添人を本来資格のない使用人ギヨーとしたり、大幅に遅刻をするなど、決闘を行う気がなかったことが描写される。決闘はレンスキーの死で終わる。オネーギンは激しい衝撃を受ける。
第七章
間もなくオリガは別の男性と結婚し、ラーリン家を出て行く。オネーギンも領地を去った。
タチヤーナはオネーギンの留守宅に行き、彼の蔵書を読み浸る。タチヤーナは彼を理解し始め、「ぼく」はオネーギンの空虚さを激しく非難する。
タチヤーナはラーリナ夫人に連れられモスクワに向かう。太った将軍に見そめられる。
第八章
数年後、オネーギンは相変わらず無為に苦しんでいた。旅から戻り、ペテルブルクに着いたその脚で社交界へ趣いたオネーギンは、そこで公爵夫人となったタチヤーナと再会する。
タチヤーナはすっかり威厳ある貴婦人である。放蕩に飽きたオネーギンであったが、そのとき突然タチヤーナに対し、子供のような恋に落ちる。
彼はタチヤーナの出席する夜会にせっせと出かけ、思いの丈を綴った手紙を何通も書く。思い詰めるあまり、やつれていく。
あるとき、彼の手紙を読んで泣いているタチヤーナに会う。
タチヤーナはオネーギンを愛していると告げるも、社会道徳を重んじ、貞節を守るという。夫のN公爵が帰ってくるところで物語は終わる。

### 構成
八章から成る。断章『オネーギンの旅』は作品から省かれ、特別に出版された。
- 第一章　舞台はペテルブルク上流社会の刺激的な生活
- 第二章から第七章の途中まで　舞台はオネーギンやレンスキー、ラーリン家の領地のある田園地帯
- 第七章後半 タチヤーナとラーリナ夫人のモスクワへの出立と生活
- 第八章　数年後、ペテルブルクの社交界
- 断章　オネーギンの旅

小説内の時間では、第七章と第八章の間に当たる。オネーギンは一人でロシア国内を旅する。遍歴するのは以下の地である。モスクワからニジニ・ノヴゴロド、アストラハン、コーカサス、クリミアなど。この章は、「ぼく」のオデッサでの歌で終わる。小澤政雄訳、プーシキン全集に収録されている。

### 韻文形式
原著は韻文であり、四脚弱強格（четрёхстопный ямб） で書かれている。また14行でひとかたまりの脚韻パターンを持つ。
14行の1行目と3行目は韻を踏むようになっている。この韻を踏んだ行を a とする。また、2行目と4行目は a とは別パターンの脚韻を持つ。仮に b とする。
すると14行は abab/ccdd/effe/gg の形式を取っている。本作はこの14行がまとまって章を作っている。
ウラジーミル・ナボコフによると、一連のうち初めと終わりの abab と gg のところで詩的な魅力が発揮され、真ん中の ccdd/effe の部分で物語が進行する。
この形式をオネーギン・スタンザという。
日本語訳では当然、この韻文の訳が困難である。現在最も入手が容易な池田健太郎訳は散文訳である。
小澤政雄訳は7音節と5音節の組み合わせを元に、一行の詩句の音節数を14または12音節になるようにしている。

## 執筆状況
執筆開始
プーシキンは、ツァールスコエ・セロー（現在のプーシキン (町)）の貴族子弟専門学校であるリツェイ学習院卒業後、外務院の翻訳官に任命されていた。
1820年の政治詩『自由』などにより、南ロシアのベッサラビアのキシニョフ（2022年6月現在モルドヴァ共和国のキシナウ)に追放される。
ベッサラビアにて、1823年5月9日（ユリウス暦）に『オネーギン』の執筆を始める。
第一章、第二章脱稿
1823年、ヴォロンツォフ伯爵の配下となりオデッサに向かう。オデッサで本作第一章、第二章を脱稿。
第三章脱稿
1824年、イナゴ災害調査を命じられて激怒、退職願を書く。外務院は免職。皇帝により、母方の領地プスコフ県ミハイロフスコエ村に蟄居させられる。10月『オネーギン』第三章を脱稿。
検閲
1825年12月、皇帝ニコライ1世の即位と同時にデカブリストの乱が起き、反乱軍に参加した青年将校たちには、プーシキンの友人が数多くいた。
ニコライ1世は、デカブリストの乱や西ヨーロッパでの自由主義の氾濫に警戒し、皇帝直属の秘密警察皇帝官房第三部や検閲法を作りあげた。
第四章、第五章、第六章脱稿
1826年、ミハイロフスコエ村にて第四章を脱稿。モスクワに呼び戻される。
同年、モスクワでニコライ1世に拝謁。ミハイロフスコエ村幽閉からは解放されるが、以後、作品は皇帝によって直接検閲されることとなる。11月、第五章を脱稿。新作を無許可で朗読することを禁止される。また、この年の後半にオネーギン第六章を脱稿。
第七章脱稿
1828年物語詩『天使ガブリエルの歌』によって、ペテルブルクの軍事総督に尋問される。『オネーギン』第七章脱稿。。
第八章脱稿
1830年四月、ナターリア・ゴンチャロワ（旧姓）ことナターリア・プーシキナと結婚。秋、結婚祝いに父から譲り受けた領地ボルジノで過ごす。短編集「ベールキン物語」など多くの作品を仕上げた。この豊穣な時期はボルジノの秋と呼ばれる。これらと並行して『オネーギン』の第八章、『オネーギンの旅』が書かれた。
10月、『オネーギン』第十章の原稿を焼却する。

## 反応・受容・影響

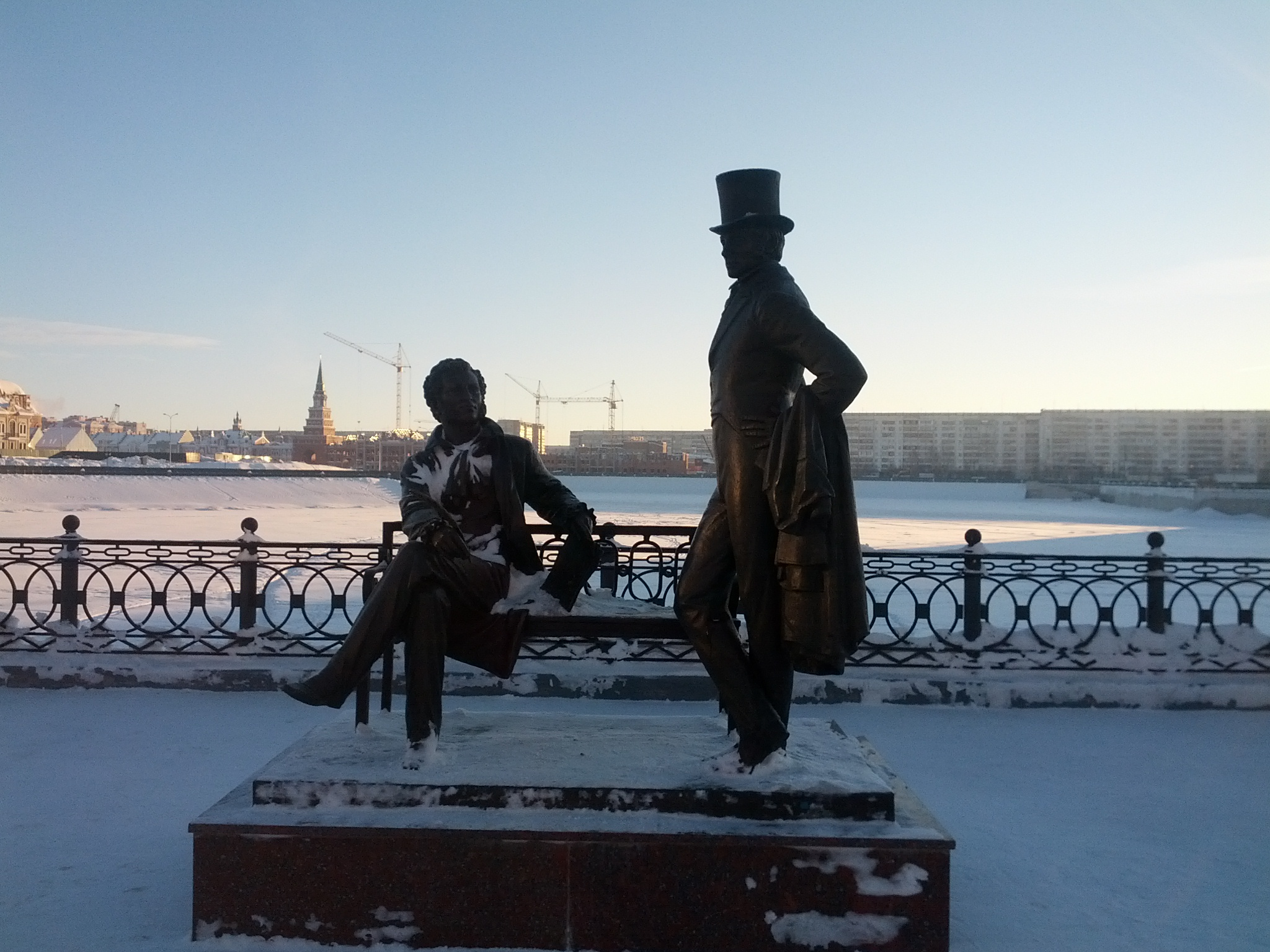
ロシア連邦マリ・エル共和国のヨシュカル・オラに立つプーシキンとオネーギンの像。作中第１章の場面

### ロシア

#### 刊行中
『オネーギン』の各章は、書き上がるたびに分冊で刊行された。読者はこれからどうなるか噂をし、新しい章を待った。
また作家本人が知人の感想や雑誌での批評に対し、自注で答えることもしている。オネーギン自注（23）（24）（31）（32）（36）にて、
友人たちに『オネーギンはコーカサスで身を滅ぼすか、デカブリストの仲間に加わる』と発言していた。

#### 19世紀後半
ニコライ・ゴーゴリはプーシキンを「国民的詩人」と呼んだ。「ロシア精神の、並外れた、おそらく空前絶後の現象である」と評した。
フョードル・ドストエフスキーは『オネーギン』に対して次のように言った。
『タチヤーナのオネーギンに対する勝利は、信仰と確信の喪失から生じる知的空虚さに対する、ロシア人の正義感の勝利の象徴だ』。
1880年にプーシキン記念祭が行われ、ドストエフスキーやツルゲーネフが講演をした。

#### 20世紀
1937年には、ソビエト連邦でプーシキン没後100年祭が行われた。
これはちょうどスターリンによる大粛清の時期であった。1936年から1938年までのあいだに政治的理由で逮捕された人は134万人あまり、うち約68万人が処刑された。
このような状況の中、プーシキンは多民族国家であるソビエト連邦をまとめるシンボルとして祭り上げられた。プーシキンの基本テキストとなるアカデミー版大全集の発行がはじまる。
1999年6月6日、プーシキンの生誕200年祭が開催される。
様々なイベントが行われ、広場が群衆で埋め尽くされた。新しい全集版も発行され、研究書も多数上梓される。

## 翻訳

### 日本語訳
- エウゲニイ・オネーギン（岡上守道訳 国文堂書店 1921年） - 著者名は「プーシュキン」表記[23]
- エヴゲーニー・オネーギン（米川正夫訳 叢文閣 1921年） - 著者名は「プーシュキン」表記[24]
  - 韻文小説 オネーギン（岩波文庫 1927年）
  - 名作選書 3 オネーギン（蒼樹社 1947年）
  - 養徳叢書 外国篇第1038 オネーギン（養徳社 1949年）
  - オネーギン（新潮文庫 1953年）
- オネーギン（中山省三郎訳 角川文庫 1958年）
  - 『ロシア文学全集 34 プーシキン ツルゲーネフ』（修道社 1959年）収録
  - 『ロシア・ソビエト文学全集 3 プーシキン ツルゲーネフ』（平凡社 1965年）収録
  - 『決定版ロシア文学全集 12』（日本ブッククラブ 1970年）収録
- エヴゲーニイ・オネーギン（金子幸彦訳）
  - 『世界文学大系 26 プーシキン レールモントフ』（筑摩書房 1962年）収録
  - 『世界の文学 11 プーシキン ゴーゴリ ツルゲーネフ』（中央公論社 1965年）収録
    - 『新装 世界の文学セレクション 11 プーシキン ゴーゴリ ツルゲーネフ』（中央公論社 1994年）収録

  - 『世界文学全集 20 プーシキン ツルゲーネフ』（筑摩書房 1967年）収録
- オネーギン（池田健太郎訳 岩波文庫 1962年） ISBN 4-00-326041-4
  - エヴゲーニイ・オネーギン - 『世界文学全集 第2集 8 プーシキン ゴーゴリ』（河出書房新社 1968年）収録
- エヴゲーニイ・オネーギン（木村彰一訳）
  - 『世界大学全集 9 プーシキン  レールモントフ ゴーゴリ』（講談社 1968年）収録
  - オネーギン - 『プーシキン全集 2 オネーギン・物語詩II』（河出書房新社 1972年）収録
  - 『世界大学全集 27 プーシキン レールモントフ』（講談社 1979年）収録
  - 講談社文芸文庫 1998年
- エヴゲーニイ・オネーギン（木村浩訳）
  - 『デュエット版世界文学全集 10 プーシキン』（集英社 1970年）収録
  - 『世界文学全集ベラージュ 23』（集英社 1980年）収録
  - 『ギャラリー世界の文学 13 ロシア1』（集英社 1991年）収録
- 完訳エヴゲーニイ・オネーギン（小澤政雄訳 群像社 1996年） ISBN 4-905821-74-6

### 英訳
ウラジミール・ナボコフが15年をかけて英訳し、1964年にボーリンゲン財団から出版した。膨大な注釈付きで1200ページを超える大作となった。
ナボコフによる作品翻訳　
- Pushkin, Aleksandr; Nabokov, Vladimir; Boyd, Brian (2018) (英語) (Paperback,Kindle). Eugene Onegin: A Novel in Verse (Bollingen: Princeton Classics). 1 (Reprint ed.). Princeton Univ Pr. ISBN 978-0691181011

ナボコフによる注釈
- Pushkin, Aleksandr; Nabokov, Vladimir (1991) (英語) (Paperback,Kindle). Eugene Onegin: A Novel in Verse. 2 (Reprint ed.). Bollingen Foundation. ISBN 978-0691019048[注釈 1]

## 派生作品

### オペラ
- エフゲニー・オネーギン (オペラ)　1879年初演　チャイコフスキー作曲

### バレエ
- オネーギン (バレエ)　1965年初演　振付・台本はジョン・クランコ　音楽はチャイコフスキーの曲をクルト＝ハインツ・シュトルツェが編曲。
- エヴゲーニー・オネーギン（バレエ）　2009年初演　振付ボリス・エイフマン
- タチヤーナ (バレエ)　2014年初演　振付ジョン・ノイマイヤー　音楽レーラ・アウエルバッハ ハンブルクバレエ団の公式サイト（英語）

### 映画
- エヴゲーニイ・オネーギン 1959年ローマン・ティホミロフ（英語版）(ロシア語: Тихомиров, Роман Иринархович)監督 ソビエト連邦
- オネーギンの恋文　1999年　マーサ・ファインズ監督　イギリス・アメリカ

### 絵画
- イリヤ・レーピン

### 挿画、イラストレーション
- プーシキン本人によるイラストレーション
- パーヴェル・ソコロフ（英語版）(ロシア語: Павел Петрович Соколов) (1826 - 1905)
- ヴァシリー・ヘルマーセン（英語版）(ロシア語: Василий Васильевич Гельмерсен) (August 23, 1873 – December 9, 1937)
- エレナ・サモキッシュｰスドコフスカヤ（英語版）　(ロシア語: Елена Петровна Самокиш-Судковская)
- リディア・ティモシェンコ　（ロシア語: Лидии Яковлевны Тимошенко）リディア・ティモシェンコ。エヴゲーニイ・オネーギンのイラストレーション（ロシア語）
- ドミトリー・ベリューキン（ロシア語: Белюкин, Дмитрий Анатольевич）（October 7, 1962-）
- アンナとエレナ・バルブッソ　公式サイト（英語）